# Bölükbaşı, Hilvan
Bölükbaşı là một xã thuộc huyện Hilvan, tỉnh Şanlıurfa, Thổ Nhĩ Kỳ. Dân số thời điểm năm 2011 là 279 người.